# Pécel
Pécel  este un oraș în districtul Gödöllő, județul Pesta, Ungaria, având o populație de 14.596 de locuitori (2011). 

## Demografie
Componența etnică a orașului Pécel
     Maghiari (94,5%)
     Romi (2,39%)
     Necunoscut (1,29%)
     Alții (1,81%)
Componența confesională a orașului Pécel
     Romano-catolici (30,78%)
     Fără religie (17,45%)
     Reformați (13,17%)
     Atei (2,01%)
     Luterani (1,47%)
     Greco-catolici (1,09%)
     Necunoscută (33,91%)
     Alte religii (5,9%)
Conform recensământului din 2011, orașul Pécel avea 14.596 de locuitori. Din punct de vedere etnic, majoritatea locuitorilor (94,5%) erau maghiari, cu o minoritate de romi (2,39%). Apartenența etnică nu este cunoscută în cazul a 1,29% din locuitori. Nu există o religie majoritară, locuitorii fiind romano-catolici (30,78%), persoane fără religie (17,45%), reformați (13,17%), atei (2,01%), luterani (1,47%) și greco-catolici (1,09%). Pentru 33,91% din locuitori nu este cunoscută apartenența confesională.